# James Harden-Hickey
El escritor Irving Wallace cuenta sobre Harden-Hickey en su libro Los Disconformes. Algunos norteamericanos que se atrevieron a ser "diferentes".
James Harden-Hickey (nacido como James Aloysius Harden, San Francisco, California, Estados Unidos, 8 de diciembre de 1854-El Paso, Texas, ibídem, 9 de febrero de 1898) fue un autor franco-americano, editor de diarios, aventurero y autoproclamado Príncipe de Trinidad y Martín Vaz.

## Primeros años
James Harden-Hickey nació en San Francisco, Estados Unidos, el 8 de diciembre de 1854. Para evitar vivir en una ciudad violenta como lo era San Francisco en la época de la fiebre del oro, la madre francesa de James se trasladó con él a París que, por ese entonces, la región era un Imperio bajo la dominación de Napoleón III. Un sobrino de Napoleón  dejó marca en James por hacer de Francia una etapa de exhibiciones teatrales y actos públicos. Cuando era niño, James estaba fascinado con todo el glamour y pompa de la corte francesa. Además, debido a la animada brillantez del teatro en vivo, adquirió el gusto de toda vida de aventura. Durante la infancia recibió enseñanzas en Bélgica por los jesuitas y más tarde estudió derecho en la Universidad de Leipzig. Entró en la Academia Militar Francesa de Saint-Cyr, a los 19 años. En 1875, se graduó con una alta calificación.
Poco después, su padre murió. Tres años más tarde, Harden-Hickey se casó con la Condesa de Saint-Pery y fue padre de dos niños. Por entonces ya dominaba el francés, estaba considerado un maestro de esgrima y empezó escribir novelas.

## Carrera literaria
El 10 de noviembre de 1878, Harden-Hickey realizó su primera publicación en el diario Triboulet, llamado así por un bufón del rey Luis XII, ocho años después de la caída de Napoleón del poder. Aunque popular, la posición fuertemente antirrepublicana de este periódico implicó a Harden-Hickey en no menos de una docena de duelos, varias docenas de demandas y numerosas multas. Tristemente para Harden-Hickey, sus fondos se agotaron en 1887.
En 1880 había publicado once novelas, una de las cuales es prestada de Miguel Strogoff de Julio Verne y otra basada en Don Quijote de la Mancha de Miguel de Cervantes Saavedra. Sus novelas alaban las virtudes de las monarquías y era antidemocrático. James se hizo barón del Sacro Imperio Romano Germánico.
Sus novelas incluyen las siguientes obras, publicadas bajo el seudónimo de San Patricio:
- Un Amour Vendeen.
- Lettres d'un Yankee.
- Merveilleuses Adventures de Nabuchodonosor Nosebreaker.
- Un Amour dans le Monde.
- Memoirs d'un Gommeux.

En algún momento, tras divorciarse de su primera mujer, James Harden-Hickey renunció al catolicismo y adquirió un interés en el budismo y la teosofía. Este momento fue un punto de inflexión en su vida y tuvo la oportunidad de practicar turismo alrededor del mundo, quedándose un año en la India para aprender sánscrito y estudiar la filosofía de Buda. Regresó a París y conoció a Annie Harper Flagler, hija de John Haldane Flagler, jefe de una empresa de éxito y uno de los socios de Andrew Carnegie en el negocio del acero. Se casó con Annie en la Iglesia Presbiteriana de la Quinta Avenida de Nueva York el 17 de marzo (Día de San Patricio) de 1891. Vivió en Nueva York durante dos años.
Viajando hacia el Tíbet, antes de su matrimonio, su tripulación hizo una parada en el Atlántico Sur. Harden-Hickey descubrió que la pequeña isla de Trinidad y Martín Vaz nunca había sido reclamada por ningún país y se encontraba legalmente en res nullius.  Reclamó la isla y se autoproclamó como Jaime I, Príncipe de Trinidad. Quiso un estado independiente con él como dictador militar, cosa que consiguió en 1893.

## Como Príncipe Jaime I de Trinidad

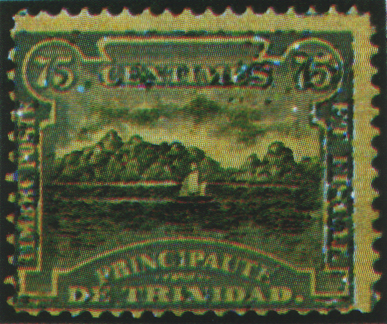
Sello del Principado de Trinidad.

El ahora Jaime I, obtuvo la atención –la mayor parte de ella despectiva– de varias naciones y órganos de prensa cuando comenzó a vender bonos del Principado de Trinidad. Abrió una oficina en Nueva York y comenzó a realizar los nombramientos de secretaría, como por ejemplo a M. le Comte de la Boissiere como su Secretario de Estado.
Trinidad fue asediada por Gran Bretaña, sin embargo, en 1895, Jaime I se vio obligado a renunciar a una estación de retransmisión telegráfica. Los brasileños y los británicos amenazaban con asediar sus posesiones y fue olvidado, a pesar de su reclamación previa de la soberanía. Hizo un llamamiento a Estados Unidos para que actuase como mediador pero el Secretario de Estado estadounidense, John Milton Hay, tiró su carta apelando a las duras burlas de Jaime I en la prensa popular.
Tras invadir el Reino Británico la isla de Trinidad en 1895, Jaime I diseñó un plan para invadir Inglaterra desde Irlanda e incluso realizó una petición a Henry Flagler para financiar su plan de invasión, pero Flagler se opuso rotundamente. Posteriormente, Jaime I trató de recaudar dinero mediante la venta de su rancho en México pero no logró reunir suficientes fondos para seguir operando.
Aunque no esté confirmado, hay evidencias para afirmar que durante este tiempo, Jaime I recibió sugerencias de un filibustero llamado Ralston J. Markowe con un plan en 1895 para hacerle Rey de Hawái por medio del periodista estadounidense Richard Harding Davis, pero estos planes, si llegaron a existir, nunca se llevaron a cabo.

## Últimos años
Durante los siguientes dos años, Harden-Hickey cayó en una depresión profunda. Tenía una visión de recuperar su isla fácilmente realizable y se había convertido en el núcleo de su existencia pero, a pesar de la validez de la reclamación de su territorio en Trinidad y en su seriedad para realizar su sueño, recibió pocos apoyos, tan solo el de su familia y amigos y todos sus intentos en apelar sus reclamaciones habían fracasado. La gente se reía de él y su único apoyo público provino del New York Times, que le dio algo de entendimiento y compasión. Por este motivo Jaime I entregó al jefe de redacción y a un reportero del Times la Orden de Trinidad.
James Harden-Hickey escribió el libro Euthanasia: The Aesthetics of Suicide (Eutanasia: La Estética del suicidio), apelando a que el suicidio era una forma de arte potente y «un privilegio». Escribió que la vida no es tan importante o incluso sobre el valor de vivir, si era para padecer, y declaró claramente que «es mejor vivir bien que vivir mucho tiempo», y que «a menudo se vive bien y no para vivir más». Indigente y deprimido, siguiendo su ideología sobre vivir y morir y como un fuerte defensor del suicidio, Jaime I, Príncipe de Trinidad, el barón del Sacro Imperio Romano, tomó una sobredosis de morfina el 9 de febrero de 1898, en El Paso, Texas, cuando no pudo vender su rancho mexicano que adquirió mientras vivía con los Flaglers. Entre sus efectos personales se encontró una nota para su mujer con la memoria de sus días de gloria con ella y su corona hecha a mano.